# Поліетилен високої щільності

Міжнародний універсальний код переробки матеріалів, виготовлених із HDPE (ПВЩ)

Поліетилен високої щільності (ПВЩ), поліетилен високої густини (ПВГ), поліетилен низького тиску (англ. high-density polyethylene, HDPE, або polyethylene high-density, PEHD) — це термопластичний поліетилен, виготовлений з нафтопродуктів. Цей матеріал має високе співвідношення міцності до густини, тому його використовують для виробництва пластикових пляшок, стійких до корозії труб, геомембран, інших пластикових виробів та як заміну пиломатеріалам. ПВГ зазвичай переробляється, і має код переробки «2».
У 2007 році глобальний ринок ПВГ сягнув обсягу понад 30 млн тонн.

## Властивості
HDPE характеризується своїм високим показниками питомої міцності Густина поліетилену знаходиться в діапазоні від 0,93 до 0,97 г/см3 або 970 кг/м3.. Хоча густина ПВГ лише трохи більша, ніж у поліетилену низької густини, у поліетилені високої густини менше розгалужень, що надає його структурі більшої міцності, завдяки сильнішій міжмолекулярній взаємодії. Різниця в міцності перевищує різницю у густині, що надає HDPE-пластику вищу питому міцність. Вироби із цього пластику важчі та непрозорі, а також можуть витримати вищі температури (120 °С/ 248 °F) протягом коротких періодів. Поліетилен високої густини, на відміну від поліпропілену, зазвичай не отримують за нормальних умов, потрібне автоклавування. Відсутність розгалужень зазвичай досягається за рахунок належного підбору каталізаторів (наприклад, каталізатори Ціглера-Натта) і належних умов реакції.
Фізичні властивості поліетилену високої густини можуть змінюватись в залежності від процесу формування, який використовується для виготовлення кожного конкретного зразка; в певній мірі визначальним фактором є міжнародні стандартизовані методи випробувань, які використовуються для визначення цих властивостей в кожному конкретному процесі. Наприклад, в процесі ротаційного формування, щоб визначити стійкість до появи тріщин на поверхні під впливом навколишнього середовища зразок перед введенням в експлуатацію проходить тест на зріз під час постійного навантаження на розтягнення (англ: Notched Constant Tensile Load Test — NCTL).

## Використання

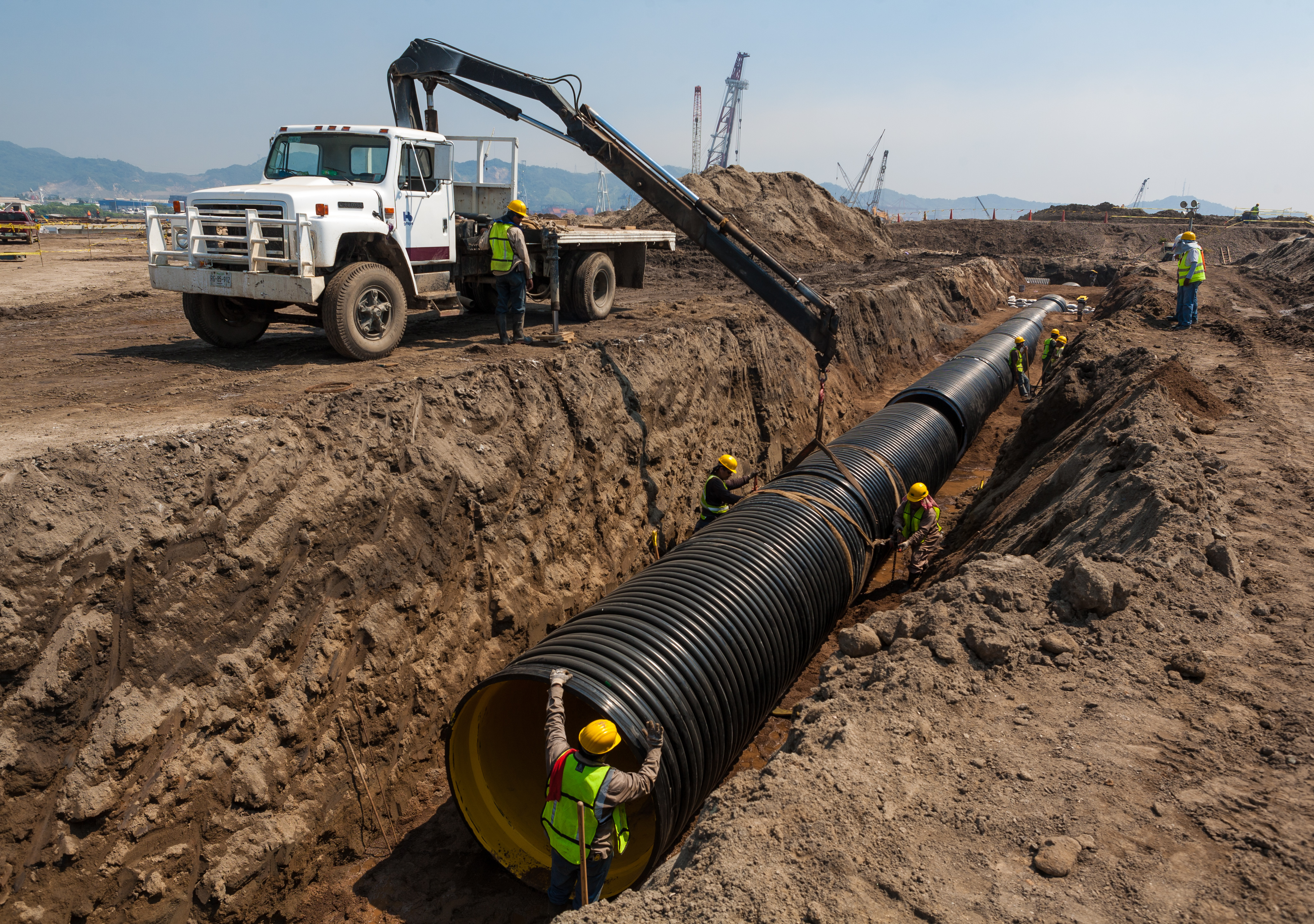
Встановлення гофровані труби із ПВЩ для дренажного проекту, Мексика

ПВГ стійкий до різних розчинників, тому має широкий спектр застосування:
- Установлення басейнів
- нитки для 3D-принтерів
- Рами для пішотуристичного спорядження
- Банери
- Кришки для пляшок
- Хімічно стійкі трубопроводи
- внутрішній діелектрик коаксіального кабелю
- Контейнери для зберігання продуктів харчування
- Паливні баки для автомобілів
- Антикорозійний захист сталевих трубопроводів
- Устаткування електрики і сантехніки
- Лінзи для спектрів світла далекого інфрачерфоного порядку
- Складані стільці та столи
- Геомембрани для гідравлічних систем (таких як канали, і закріплення берегів) та хімічного утримування
- теплопровідні системи геотермального обігріву
- Термостійкий мортири для феєрверків
- Взуттєві колодки для виготовлення взуття
- Труби розподільної системи природного газу
- Поліетиленові пакети
- Пластикові пляшки, які придатні для переробки (наприклад, для молока, та молочних продуктів) або для повторного використання
- Пластикові матеріали (як заміна пиломатеріалам)
- Пластична хірургія (скелетна і лицьова реконструкція)[6]
- Кореневий бар'єр[en]
- Рейки та коробки для сноубордів
- Кам'яний папір
- Навіси
- Телекомунікаційні канали
- Тайвек
- Водопровідні труби для домашньо-господарського і сільськогосподарського водопостачання
- Дерево-полімерні композитні матеріали (з утилізацією використаних полімерів)

ПВГ використовується також на звалищах, для відокремлення різних горизонтів ТПВ, та для захисту ґрунту та ґрунтових вод від забруднення  рідкими складовими твердих побутових відходів. Для цього великі листи ПВГ з'єднують методом екструзії, або термозварювання, щоб отримати суцільний, хімічно стійкий бар'єр.
HDPE-пластику віддають перевагу в піротехніці для тубусів піротехнічних виробів, як міцніші і надійніші за сталеві чи труби із ПВХ. Які, як правило, надриваються або розриваються, замість того, щоб розколюватися, і осколками потенційно травмувати оточуючих.
Контейнери для молочних продуктів та інші ємності, які виготовляються за допомогою методу видувного формування є однією із найбільших областей використання ПВГ, на яку доводиться третина світового виробництва, або понад 8 мільйонів тонн. Існує ряд доказів, що ця форма переробки є менш енергоємним, ніж звичайна обробка, яка може включати великі енерговитрати на транспортування.
З-поміж всіх країн, де використовують HDPE- пластик, лідирує Китай, куди пляшки для напоїв виготовлені з HDPE були вперше завезені у 2005 році, але в результаті підвищення рівня життя характеризується зростаючим ринком для упаковки з поліетилену. В Індії, та інших густонаселених країнах, розвиток інфраструктури включає в себе також використання труб та ізоляції для кабелів з HDPE. Матеріал має значну перевагу над пластиком із ПВХ та полікарбонату з медичної та екологічної точки зору, пов'язане із використанням Бісфенолу А, а також має переваги над склом, металом і картоном в плані ціни та простоти виробництва.